# Asia (album)
| Recensione              | Giudizio     |
| ----------------------- | ------------ |
| AllMusic                | [ 5 ]        |
| Robert Christgau        | C-           |
| Sputnikmusic            | 4.5 (Superb) |
| Piero Scaruffi          | [ 8 ]        |
| Storia della musica     | [ 9 ]        |
| Dizionario del Pop-Rock | [ 10 ]       |
| 24.000 dischi           | [ 11 ]       |

Asia è l'album di esordio del supergruppo britannico omonimo Asia, pubblicato dalla Geffen Records nel marzo 1982.
Il disco ha raggiunto il primo posto nella classifica Billboard 200 ed è risultato l'album più venduto negli Stati Uniti durante l'anno 1982.
In tutto il mondo si stima che abbia venduto oltre 10 milioni di copie.

## Tracce
Lato A
1. Heat of the Moment – 3:50 (John Wetton, Geoff Downes)
2. Only Time Will Tell – 4:44 (John Wetton, Geoff Downes)
3. Sole Survivor – 4:48 (John Wetton, Geoff Downes)
4. One Step Closer – 4:16 (John Wetton, Steve Howe)
5. Time Again – 4:45 (Carl Palmer, Geoff Downes, John Wetton, Steve Howe)

Lato B
1. Wildest Dreams – 5:10 (John Wetton, Geoff Downes)
2. Without You – 5:04 (John Wetton, Steve Howe)
3. Cutting It Fine – 5:35 (John Wetton, Geoff Downes, Steve Howe)
4. Here Comes the Feeling – 5:42 (John Wetton, Steve Howe)

## Formazione
- John Wetton - voce solista, basso
- Steve Howe - chitarre, voce
- Geoffrey Downes - tastiere, voce
- Carl Palmer - batteria, percussioni

Note aggiuntive
- Mike Stone - produttore (per la Mike Stone Enterprises Ltd.)
- Registrazioni effettuate al Townhouse Studio di Londra (Inghilterra)
- Mike Stone - ingegnere delle registrazioni
- Roger Dean - design copertina album
- Brian Griffin - fotografie interno copertina album[16]

## Classifiche
| Classifica (1982) | Posizione massima |
| ----------------- | ----------------- |
| Austria           | 13                |
| Canada            | 1                 |
| Francia           | 9                 |
| Germania          | 6                 |
| Giappone          | 15                |
| Italia            | 19                |
| Norvegia          | 4                 |
| Nuova Zelanda     | 17                |
| Paesi Bassi       | 10                |
| Regno Unito       | 11                |
| Spagna            | 15                |
| Stati Uniti       | 1                 |
| Svezia            | 27                |
| Svizzera          | 7                 |